# AqBurkitt
Сигла AqBurkitt (также Trismegistos nr: 62326, Taylor-Schlechter 2.89.326, Codex Cambridge 12.184 + 20.50, vh074, t050, LDAB 3268) обозначает фрагменты буквального перевода Еврейской Библии, выполненного Аквилой Синопским. Данная рукопись является палимпсестом, была датирована примерно серединой V века и не могла быть создана позднее начала VI века. Сохранилась в Каирской генизе. Фрагмент содержит тексты 1Цар. 20:7-17 и 1Цар. 23:12-27. Основной текст — на Койне греческом, однако он включает Тетраграмматон палеоеврейскими буквами (). Фрагмент был опубликован Фрэнсисом Бёркиттом в 1897 году.